# Clostridium piliforme
Espèce
Clostridium piliforme est une espèce de bactéries du genre Clostridium. Il s'agit d'une bacille intracellulaire à Gram négatif, sporulée, non cultivable sur les milieux inertes et responsable de la Maladie de Tyzzer, maladie épidémique et mortelle chez la souris de laboratoire. Elle a été décrite par Tyzzer en 1917.

## Taxonomie
Sa position taxonomique a longtemps été controversée. En raison de sa morphologie et de sa forme sporulée, cette bactérie a tout d'abord été placée dans le genre Bacillus sous la dénomination de Bacillus piliformis, mais cette dénomination n’a jamais été acceptée officiellement et de nombreux auteurs ont utilisé le nom vernaculaire « agent de la maladie de Tyzzer ».
En 1993, Duncan et al. transfèrent cette bactérie dans le genre Clostridium et l'appelle « Clostridium piliforme ».
En 1994, Collins et al. estiment que cette bactérie appartient à une nouvelle famille et à un nouveau genre comprenant également Clostridium colinum. Cependant aucun changement de nomenclature n'est officiellement proposé et l'agent de la maladie de Tyzzer est toujours décrit sous le nom de Clostridium piliforme.

## Autre dénomination
- Bacillus piliformis
- Nom vernaculaire : agent de la maladie de Tyzzer.